# Jonas Koch
Jonas Koch (ur. 25 czerwca 1993 w Schwäbisch Hall) – niemiecki kolarz szosowy.

## Osiągnięcia
Opracowano na podstawie:

2013
- 1. miejsce w klasyfikacji młodzieżowej Wyścigu Solidarności i Olimpijczyków

2014
- 1. miejsce w klasyfikacji młodzieżowej Małopolskiego Wyścigu Górskiego

2015
- 1. miejsce w klasyfikacji punktowej Tour de l’Avenir
  - 1. miejsce na 1. etapie
- 3. miejsce w światowych wojskowych igrzyskach sportowych (drużynowy wyścig ze startu wspólnego)

2019
- 1. miejsce w klasyfikacji punktowej Österreich-Rundfahrt

2020
- 1. miejsce w klasyfikacji górskiej Tour de La Provence

2021
- 2. miejsce w mistrzostwach Niemiec (start wspólny)

## Rankingi
| Rok             | 2012  | 2013 | 2014 | 2015 | 2016 | 2017 | 2018 | 2019 | 2020  | 2021 | 2022 | 2023 | 2024 |
| --------------- | ----- | ---- | ---- | ---- | ---- | ---- | ---- | ---- | ----- | ---- | ---- | ---- | ---- |
| World Ranking   |       |      |      |      | 650. | 619. | 266. | 519. | 1508. | 418. | 484. | 553. | 954. |
| UCI Europe Tour | 1199. | 294. | 963. | 596. | 402. | 505. | 202. | 397. | 1125. | 345. | 385. | -    | -    |
|                 |       |      |      |      |      |      |      |      |       |      |      |      |      |
| Źródło: UCI     |       |      |      |      |      |      |      |      |       |      |      |      |      |